# Huis (band)
Huis is een Canadese progressieve rockband die eind 2009 in Quebec werd opgericht door Pascal Lapierre en Michel Joncas. 

## Geschiedenis
Toetsenist Lapierre en bassist Joncas hadden in 2009 gezamenlijk door Nederland gereisd, waarna zij geïnspireerd werden om Huis op te richten. Zij namen een aantal muzikale ideeën op en vervolgens sloot een drietal andere muzikanten zich aan: William Regnier (drums), Sylvain Descoteaux (zang) en Michel St-Pere (gitaar). Naast hun eigen studioalbums nam de band deel aan het The Stars Look Down-project (2021), een Rush-tributealbum waarop zij de song Ghost of a Chance vertolkten.

## Discografie
1. Abandoned (2019)
2. Neither in Heaven (2016)
3. Despite Guardian Angels (2014)
4. In the Face Of the Unknown (2024)